# Otto Ruff
Otto Karl Ruff (* 30. Dezember 1871 in Schwäbisch Hall; † 17. September 1939 in Breslau) war ein deutscher Chemiker.

## Leben
Ruff war der Sohn des Ingenieurs und Eisenbahnrats Wilhelm Ruff und dessen Frau Emilie Dieterich. Er legte 1889 das Abitur in Schwäbisch Hall ab und begann eine Apothekerlehre in der Neckarapotheke in Stuttgart, wobei er nebenbei an der TH Stuttgart bei Carl Magnus von Hell Chemie studierte. Nach dem Apothekergehilfenexamen 1891 ging er auf Wanderschaft in Apotheken in Deutschland, der Schweiz und England. Ab 1894 studierte er Chemie und Pharmazie an der Universität Berlin, legte 1896 das Staatsexamen als Apotheker ab und wurde dort 1897 bei Oskar Piloty promoviert. Anschließend war er Assistent im Institut von Emil Fischer. 1901 habilitierte er sich, war daraufhin Privatdozent und nahm 1902 an einem Ferienkurs über Physikalische Chemie bei Wilhelm Ostwald in Leipzig teil. Im selben Jahr wurde er Leiter der Anorganischen Abteilung des von Fischer geleiteten 1. Chemischen Instituts der Universität Berlin und 1903 zum Professor ernannt. Damals arbeitete er über Halogenschwefelverbindungen. 1904 wurde er Professor für Anorganische Chemie an der neugegründeten Technischen Hochschule Danzig. Dort wandte er sich der Fluorchemie zu, unternahm aber auch Experimente zur Hochtemperaturchemie (Diamantsynthese). 1916 wurde er Professor für Anorganische Chemie an der Universität Breslau und Direktor des dortigen Instituts für Anorganische Chemie. 1937 wurde er emeritiert.
1902 heiratete er die Apothekerstochter Meta Richter, mit der er drei Kinder hatte.

## Werk
Seine Arbeitsgebiete waren zuerst in der organischen Chemie. Der Ruff-Abbau von Kohlenhydraten, den er 1898 beschrieb, ist nach ihm benannt. Ab 1902 wandte er sich der anorganischen Chemie und speziell der Fluorchemie zu, die er entscheidend beförderte. Er synthetisierte erstmals zahlreiche Fluorverbindungen, wie 1909 Uranhexafluorid, Molybdänhexafluorid, 1904 Antimonpentafluorid, eine starke Lewis-Säure und Bestandteil der Magischen Säure, Trifluorsilan, Arsenpentafluorid und Nitrosylfluorid. Weitere Verbindungen kamen hinzu, nachdem er feuer- und fluorfeste Gefäße aus Flussspat brennen konnte, zum Beispiel Fluorverbindungen des Platins, Hexafluorazomethan und Trifluornitrosomethan.

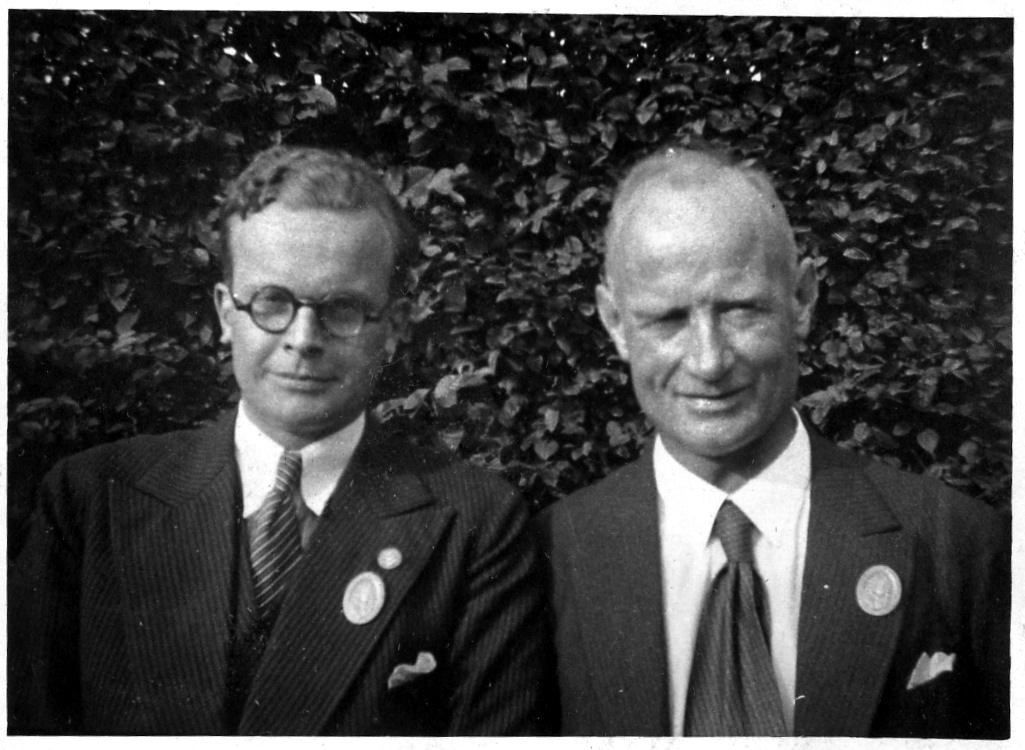
Otto Ruff (r.) mit seinem Assistenten Manfred Giese (zwischen 1932 und 1934)

## Ehrungen und Mitgliedschaften
Der Verein Deutscher Chemiker zeichnete ihn 1930 mit der Liebig-Denkmünze aus. 1926 wurde er Ehrendoktor der TH Dresden.
Im Jahr 1933 wurde er zum Mitglied der Deutschen Akademie der Naturforscher Leopoldina gewählt und 1931 zum Mitglied der Göttinger Akademie der Wissenschaften. 1934 wurde er Mitglied der Nationalen Akademie für Pharmazie in Madrid.

## Schriften
- Die Chemie des Fluors, Springer 1920
- Einführung in das chemische Praktikum für Studierende der Chemie und Hüttenkunde, überarbeitet von Hans-Albert Lehmann, Akademische Verlagsgesellschaft, Leipzig 1952, 1961